# Polianthion
Polianthion es un género de arbustos perteneciente a la familia Rhamnaceae.

## Especies
- Polianthion bilocularis (A.S.George) Kellermann
- Polianthion collinum Rye
- Polianthion minutiflorum (E.M.Ross) K.R.Thiele
- Polianthion wichurae (Nees ex Reissek) K.R.Thiele